# オールド・ミューチュアル

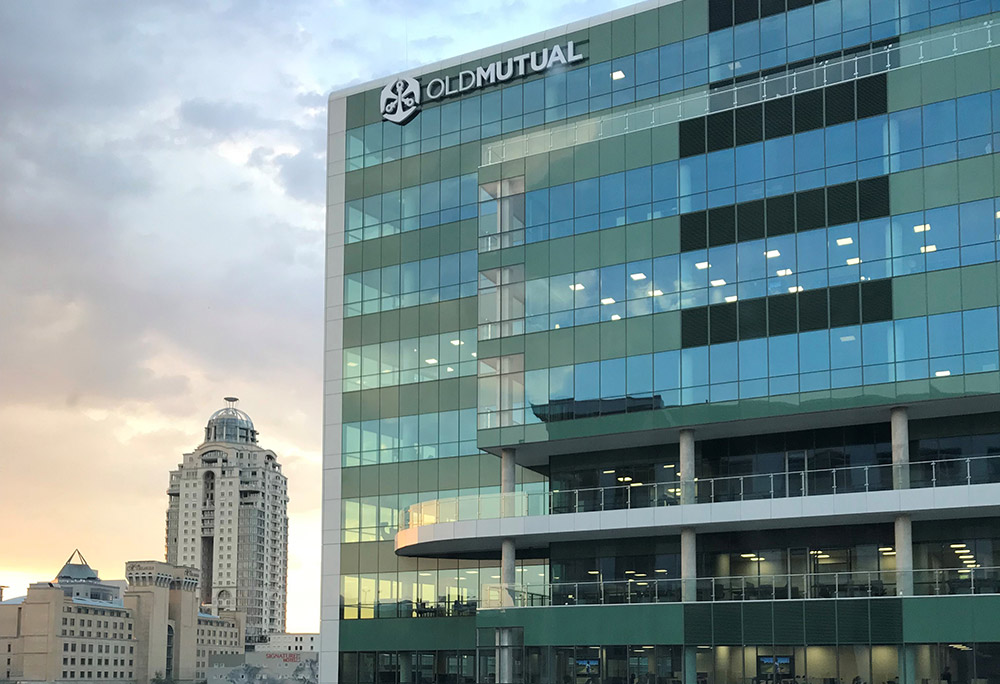
ヨハネスブルグの本社

オールド・ミューチュアル（英: Old Mutual Ltd）は、南アフリカ・ヨハネスブルグに本拠を置く総合金融機関。JSE、ロンドン証券取引所上場企業（JSE: OMU、LSE: OMU）。

## 沿革
1845年、ケープ植民地・ケープタウンで新聞社を経営していたJohn Fairbairnが中心となり、Saul Solomonなど当地の政治家たちの協力を得て、相互会社として設立された。当初の社名はThe Mutual Life Assurance Society of the Cape of Good Hopeであり、1885年にThe South Africa Mutual Life Assurance Societyと改名した。1939年、ケープタウン中心部にアール・デコ様式の、当時アフリカ大陸で最も高い「Mutual Building」を建造、1956年にケープタウン南郊外のPinelandsに、当時南半球最大のオフィスビルを建て移転した。
1973年に南アフリカ共和国の大手銀行であるNedbankの株式の大半を購入し傘下とし、1982年には南アフリカ最大の保険会社となる一方、1986年にProvidence Capitalを買収し、イギリスに初進出した。1999年に相互会社から株式会社へと転身し、JSE、ロンドン証券取引所、ジンバブエ証券取引所などに上場、また本社をロンドンに移転した。2000年9月、アメリカ合衆国・ボストンに本拠を置くUnited Asset Managementを買収し翌年Old Mutual Asset Managers、さらにOM Asset Managementへと改編、2005年から、アパルトヘイトで差別待遇を受けていた有色人種向けのサービス「Black Economic Empowerment」を導入、2006年、ストックホルムに本拠を置く金融機関のSkandiaを買収、2012年に同社の北欧事業は手放したものの、イギリス事業を自社に併合した。2013年にガーナやナイジェリアなどアフリカでの事業を強化した。
2016年3月、イギリス拠点のウェルスマネジメント部門などの事業分割を発表、2018年6月、イギリスのウェルスマネジメント部門はロンドンに本社を置くQuilter plcとして、投資銀行部門のOM global InvestorsはMerian Global Investorsとして、アメリカ合衆国に多くの顧客を有していたOM Asset ManagementはBrightSphere Investment Group plcとして、それぞれ分離独立させ、オールドミューチュアルは本社を再び南アフリカに移した。
現在の事業は、南アフリカ共和国をはじめ中南アフリカ新興諸国における銀行等の金融サービスが中心であり、このほか中国でも事業を展開している。